# La Victoire
La Victoire (em crioulo, Laviktwa), é uma comuna do Haiti, situada no departamento do Norte e no arrondissement de Saint-Raphaël. De acordo com o censo de 2003, sua população total é de 6.421 habitantes.